# Unione Sportiva Città di Palermo 2004-2005
Questa voce raccoglie le informazioni riguardanti l'Unione Sportiva Città di Palermo nelle competizioni ufficiali della stagione 2004-2005.

## Stagione
Per prepararsi alla prima stagione in Serie A dopo 31 anni, il Palermo rincalza la rosa con giocatori in ogni reparto. In porta saluta Gianluca Berti, rimpiazzato da Matteo Guardalben. La difesa viene rinforzata con giocatori del calibro di Andrea Barzagli e Cristian Zaccardo. Alcuni ritorni si rileveranno particolarmente incisivi, come i rientri dal prestito di Mario Alberto Santana e di Franco Brienza.
La campagna abbonamenti segna un record ancora imbattuto: l'intera capienza dello stadio è quasi interamente riservata agli abbonati, complessivamente 32.300. 
Il campionato viene inaugurato dalla partita contro il Siena: a deciderla è Luca Toni, capocannoniere del precedente torneo di Serie B e fresco di debutto con l'Italia. Un'altra rete del centravanti, 6 giorni dopo, vale il pareggio con l'Inter. Alla prima sosta del campionato, a metà ottobre, il Palermo ha 9 punti in classifica ed è ancora imbattuto. La squadra, pur facendo registrare alcune prestazioni negative, termina la prima parte del torneo al 5º posto: agganciata la Sampdoria, il piazzamento varrebbe l'ingresso in Coppa UEFA.
Il girone di ritorno, nelle battute iniziali, vede successi contro avversarie più quotate confermando una possibile qualificazione alla Coppa UEFA 2005-2006. Il punto più basso della stagione viene toccato a marzo, con la sconfitta interna (per 1-5) ad opera dell'Udinese, a sua volta in lotta per le coppe continentali. Altri passi falsi e il rallentamento finale - con 5 pari in altrettanti turni conclusivi - non influiscono sul buon rendimento dei siciliani: i 53 punti e la 6º posizione in graduatoria comportano l'ingresso in una competizione internazionale, a distanza di 37 anni dall'ultima apparizione. Viene anche stabilito il primato del minor numero di sconfitte in un campionato per il club rosanero, 9.
In Coppa Italia, superata la Salernitana al secondo turno (perdendo all'andata in trasferta per 2-1, ma vincendo per 2-0 al ritorno in casa), il club esce agli ottavi di finale ad opera del Milan, dopo aver perso per 1-2 in casa e per 2-0 fuori casa. 
Durante la fase estiva di pre-campionato del 2004, il 4 agosto, il Palermo prende parte anche al Trofeo Birra Moretti (torneo amichevole) del 2004, in cui batte l'Inter e pareggia contro la Juventus, chiudendo la classifica al 2º posto proprio dietro i bianconeri.
Una curiosità stagionale riguarda l'impegno del Palermo nel tour di amichevoli prestigiose che il Cervia del reality show Campioni effettuò quell'anno, con lo stadio Renzo Barbera che fece registrare 35.000 spettatori per il match, conclusosi 5-0 per i rosanero.

## Organigramma societario
Area direttiva
- Presidente: Maurizio Zamparini
- Vice Presidente: Guglielmo Micciché
- Amministratore delegato: Rinaldo Sagramola

Area tecnica
- Direttore sportivo: Rino Foschi
- Allenatore: Francesco Guidolin
- Allenatore in seconda: Diego Bortoluzzi
- Preparatore atletico: Claudio Bordon, Francesco Chinnici, Adelio Diamante
- Preparatore dei portieri: Lorenzo Di Iorio
- Magazzinieri: Pasquale Castellana, Paolo Minnone

Area sanitaria
- Medico sociale: Roberto Matracia, Giuseppe Puleo
- Fisioterapisti: Giovanni Bianchi, Giorgio Gasparini, Alex Mario Maggi

## Rosa
| N. |                      | Ruolo | Calciatore                |
| -- | -------------------- | ----- | ------------------------- |
| 1  | Italia (bandiera)    | P     | Nicola Santoni            |
| 2  | Italia (bandiera)    | D     | Cristian Zaccardo         |
| 4  | Italia (bandiera)    | C     | Stefano Morrone           |
| 5  | Italia (bandiera)    | C     | Eugenio Corini (capitano) |
| 6  | Italia (bandiera)    | D     | Christian Terlizzi        |
| 7  | Argentina (bandiera) | A     | Ernesto Farías            |
| 8  | Italia (bandiera)    | C     | Simone Barone             |
| 9  | Italia (bandiera)    | A     | Luca Toni                 |
| 10 | Italia (bandiera)    | A     | Lamberto Zauli            |
| 11 | Italia (bandiera)    | D     | Fabio Grosso              |
| 13 | Italia (bandiera)    | D     | Pietro Accardi            |
| 14 | Italia (bandiera)    | A     | Davide Possanzini         |
| 18 | Argentina (bandiera) | C     | Mario Santana             |
| 19 | Argentina (bandiera) | C     | Mariano González          |
| 20 | Italia (bandiera)    | C     | Cristian Raimondi         |

| N. |                         | Ruolo | Calciatore               |
| -- | ----------------------- | ----- | ------------------------ |
| 21 | Italia (bandiera)       | D     | Giuseppe Biava           |
| 22 | Italia (bandiera)       | C     | Massimo Mutarelli        |
| 25 | Sierra Leone (bandiera) | D     | Kewullay Conteh          |
| 26 | Italia (bandiera)       | A     | Pietro Balistreri        |
| 27 | Italia (bandiera)       | C     | Antonino Di Franco       |
| 28 | Italia (bandiera)       | D     | Rocco D'Aiello           |
| 30 | Brasile (bandiera)      | D     | Adriano Pereira da Silva |
| 43 | Italia (bandiera)       | D     | Andrea Barzagli          |
| 46 | Italia (bandiera)       | C     | Andrea Gasbarroni        |
| 81 | Italia (bandiera)       | D     | Michele Ferri            |
| 84 | Italia (bandiera)       | P     | Paolo Comi               |
| 90 | Italia (bandiera)       | A     | Franco Brienza           |
| 94 | Italia (bandiera)       | C     | Francesco Milano         |
| 99 | Italia (bandiera)       | P     | Matteo Guardalben        |

## Calciomercato

### Sessione estiva
| Acquisti | Acquisti                 | Acquisti         | Acquisti      |
| R.       | Nome                     | da               | Modalità      |
| -------- | ------------------------ | ---------------- | ------------- |
| P        | Matteo Guardalben        | Piacenza         |               |
| D        | Andrea Barzagli          | Chievo           |               |
| D        | Cristian Zaccardo        | Bologna          |               |
| D        | Adriano Pereira da Silva | Grêmio           |               |
| C        | Cristian Raimondi        | AlbinoLeffe      |               |
| C        | Simone Barone            | Parma            |               |
| C        | Stefano Morrone          | Chievo           | fine prestito |
| C        | Mariano González         | Racing Club      |               |
| C        | Mario Santana            | Chievo           | fine prestito |
| A        | Ernesto Farías           | Estudiantes (LP) |               |
| A        | Franco Brienza           | Perugia          | fine prestito |

| Cessioni | Cessioni           | Cessioni | Cessioni |
| R.       | Nome               | a        | Modalità |
| -------- | ------------------ | -------- | -------- |
| P        | Gianluca Berti     | Parma    |          |
| D        | Paolo Cotroneo     |          |          |
| D        | Valentin Năstase   | Bologna  |          |
| C        | Gaetano Vasari     | Vittoria |          |
| C        | Marco Fina         |          |          |
| C        | Michele Trionfante |          |          |

### Sessione invernale
| Acquisti | Acquisti          | Acquisti | Acquisti |
| R.       | Nome              | da       | Modalità |
| -------- | ----------------- | -------- | -------- |
| A        | Davide Possanzini | Brescia  |          |

| Cessioni | Cessioni                 | Cessioni    | Cessioni |
| R.       | Nome                     | a           | Modalità |
| -------- | ------------------------ | ----------- | -------- |
| D        | Adriano Pereira da Silva | Atalanta    |          |
| C        | Andrea Gasbarroni        | Sampdoria   |          |
| A        | Ernesto Farías           | River Plate |          |

## Risultati

### Serie A

#### Girone di andata
| Arbitro: | Saccani (Mantova) |

|          |           |  |
| Toni 22’ | Marcatori |  |

| Arbitro: | Bertini (Arezzo) |

|             |           |          |
| Adriano 46’ | Marcatori | 67’ Toni |

| Palermo 22 settembre 2004, ore 20:30 3ª giornata | Palermo              | 0 – 0 referto | Fiorentina | Stadio Renzo Barbera\| Arbitro: \| Farina (Novi Ligure) \| |
| Arbitro:                                         | Farina (Novi Ligure) |               |            |                                                            |

| Arbitro: | Bertini (Arezzo) |

|                 |           |              |
| Ibrahimović 53’ | Marcatori | 16’ Zaccardo |

| Arbitro: | Racalbuto (Gallarate) |

|             |           |  |
| Brienza 40’ | Marcatori |  |

| Arbitro: | Dondarini (Finale Emilia) |

|                  |           |  |
| Vučinić 49’, 80’ | Marcatori |  |

| Arbitro: | Trefoloni (Siena) |

|                  |           |            |
| Totti 57’ (rig.) | Marcatori | 32’ Grosso |

| Arbitro: | Morganti (Ascoli Piceno) |

|              |           |                              |
| Mutarelli 5’ | Marcatori | 37’ Vidigal 60’ C. Lucarelli |

| Arbitro: | Brighi (Cesena) |

|           |           |  |
| Mauri 59’ | Marcatori |  |

| Arbitro: | Bergonzi (Genova) |

|                |           |               |
| M.Gonzalez 74’ | Marcatori | 37’ Gilardino |

| Messina 11 novembre 2004, ore 20:30 11ª giornata | Messina                   | 0 – 0 referto | Palermo | Stadio San Filippo\| Arbitro: \| Dondarini (Finale Emilia) \| |
| Arbitro:                                         | Dondarini (Finale Emilia) |               |         |                                                               |

| Arbitro: | Girardi (San Donà di Piave) |

|                      |           |  |
| Toni 18’ Brienza 47’ | Marcatori |  |

| Arbitro: | Trefoloni (Siena) |

|  |           |                       |
|  | Marcatori | 10’ Zauli 24’ Brienza |

| Arbitro: | Rizzoli (Bologna) |

|             |           |  |
| Brienza 44’ | Marcatori |  |

| Arbitro: | Bertini (Arezzo) |

|                 |           |          |
| Cossato 8’, 38’ | Marcatori | 89’ Toni |

| Arbitro: | Farina (Novi Ligure) |

|                                |           |  |
| Zauli 33’ Brienza 37’ Toni 39’ | Marcatori |  |

| Arbitro: | Pieri (Lucca) |

|             |           |  |
| Nakamura 7’ | Marcatori |  |

| Palermo 9 gennaio 2005, ore 20:30 18ª giornata | Palermo          | 0 – 0 referto | Milan | Stadio Renzo Barbera\| Arbitro: \| Rodomonti (Roma) \| |
| Arbitro:                                       | Rodomonti (Roma) |               |       |                                                        |

| Arbitro: | Saccani (Mantova) |

|             |           |                         |
| Bazzani 16’ | Marcatori | 42’, 90’ Toni 66’ Zauli |

#### Girone di ritorno
| Siena 23 gennaio 2005, ore 15:00 20ª giornata | Siena               | 0 – 0 referto | Palermo | Stadio Artemio Franchi\| Arbitro: \| Collina (Viareggio) \| |
| Arbitro:                                      | Collina (Viareggio) |               |         |                                                             |

| Arbitro: | Trefoloni (Siena) |

|  |           |                  |
|  | Marcatori | 5’, 58’ C. Vieri |

| Arbitro: | Bergonzi (Genova) |

|             |           |                                     |
| Miccoli 71’ | Marcatori | 58’ (aut.) Lupatelli 69’ M.Gonzalez |

| Arbitro: | De Santis (Roma) |

|             |           |  |
| Brienza 12’ | Marcatori |  |

| Arbitro: | Messina (Bergamo) |

|          |           |          |
| Tare 76’ | Marcatori | 35’ Toni |

| Arbitro: | De Santis (Roma) |

|                           |           |               |
| Santana 41’, 44’ Toni 76’ | Marcatori | 6’, 67’ Konan |

| Arbitro: | Rosetti (Torino) |

|                     |           |  |
| Brienza 9’ Toni 91’ | Marcatori |  |

| Arbitro: | Tombolini (Ancona) |

|                              |           |               |
| A. Lucarelli 60’ Passoni 74’ | Marcatori | 26’, 64’ Toni |

| Arbitro: | Messina (Bergamo) |

|             |           |                                                     |
| Santana 70’ | Marcatori | 29’, 36’, 54’ Di Michele 45+2’ Muntari 82’ Iaquinta |

| Arbitro: | Rodomonti (Roma) |

|                                        |           |                                  |
| Morfeo 20’ Gilardino 51’ (rig.), 90+3’ | Marcatori | 13’, 48’ Brienza 35’ (rig.) Toni |

| Arbitro: | Pieri (Lucca) |

|                       |           |              |
| Zaccardo 52’ Toni 76’ | Marcatori | 69’ Zampagna |

| Arbitro: | Rodomonti (Roma) |

|                   |           |  |
| Flachi 91’ (rig.) | Marcatori |  |

| Arbitro: | Rosetti (Torino) |

|                                   |           |                                                 |
| Terlizzi 14’ Toni 40’ (rig.), 79’ | Marcatori | 17’ Wome 22’ (rig.) Di Biagio 85’ A. Caracciolo |

| Arbitro: | Rodomonti (Roma) |

|          |           |  |
| Sala 89’ | Marcatori |  |

| Arbitro: | Bertini (Arezzo) |

|                    |           |                            |
| Toni 18’ Zauli 28’ | Marcatori | 10’ Pellissier 56’ Semioli |

| Cagliari 8 maggio 2005, ore 15:00 35ª giornata | Cagliari         | 0 – 0 referto | Palermo | Stadio Sant'Elia\| Arbitro: \| Rosetti (Torino) \| |
| Arbitro:                                       | Rosetti (Torino) |               |         |                                                    |

| Arbitro: | Pieri (Lucca) |

|            |           |           |
| Barone 94’ | Marcatori | 37’ Mesto |

| Arbitro: | Tombolini (Ancona) |

|                               |           |                                                 |
| Serginho 8’, 16’ Tomasson 32’ | Marcatori | 9’ (aut.) Costacurta 77’ (rig.) Toni 79’ Barone |

| Arbitro: | Messina (Bergamo) |

|                          |           |                                  |
| Toni 3’, 65’ Brienza 61’ | Marcatori | 43’ Rocchi 70’ Bazzani 87’ Muzzi |

### Coppa Italia
| Arbitro: | Dattilo (Locri) |

|                 |           |                    |
| Mendil 37’, 89’ | Marcatori | 19’ (rig.) Brienza |

| Arbitro: | Saccani (Mantova) |

|                 |           |  |
| Farías 22’, 65’ | Marcatori |  |

| Arbitro: | Nucini (Bergamo) |

|          |           |                        |
| Toni 79’ | Marcatori | 53’ Crespo 69’ Seedorf |

| Arbitro: | Palanca (Roma) |

|                          |           |  |
| Brocchi 19’ Tomasson 77’ | Marcatori |  |

## Statistiche

### Statistiche di squadra
Statistiche aggiornate al 29 maggio 2005.
| Competizione | Punti | In casa | In casa | In casa | In casa | In casa | In casa | In trasferta | In trasferta | In trasferta | In trasferta | In trasferta | In trasferta | Totale | Totale | Totale | Totale | Totale | Totale | DR |
| Competizione | Punti | G       | V       | N       | P       | Gf      | Gs      | G            | V            | N            | P            | Gf           | Gs           | G      | V      | N      | P      | Gf     | Gs     | DR |
| ------------ | ----- | ------- | ------- | ------- | ------- | ------- | ------- | ------------ | ------------ | ------------ | ------------ | ------------ | ------------ | ------ | ------ | ------ | ------ | ------ | ------ | -- |
| Serie A      | 53    | 19      | 9       | 7       | 3       | 28      | 22      | 19           | 3            | 10           | 6            | 20           | 22           | 38     | 12     | 17     | 9      | 48     | 44     | +4 |
| Coppa Italia |       | 2       | 1       | 0       | 1       | 3       | 2       | 2            | 0            | 0            | 2            | 1            | 4            | 4      | 1      | 0      | 3      | 4      | 6      | -2 |
| Totale       |       | 21      | 10      | 7       | 4       | 31      | 24      | 21           | 3            | 10           | 8            | 21           | 26           | 42     | 13     | 17     | 12     | 52     | 50     | +2 |

### Andamento in campionato
| Giornata  | 1 | 2 | 3  | 4 | 5 | 6  | 7 | 8  | 9  | 10 | 11 | 12 | 13 | 14 | 15 | 16 | 17 | 18 | 19 | 20 | 21 | 22 | 23 | 24 | 25 | 26 | 27 | 28 | 29 | 30 | 31 | 32 | 33 | 34 | 35 | 36 | 37 | 38 |
| --------- | - | - | -- | - | - | -- | - | -- | -- | -- | -- | -- | -- | -- | -- | -- | -- | -- | -- | -- | -- | -- | -- | -- | -- | -- | -- | -- | -- | -- | -- | -- | -- | -- | -- | -- | -- | -- |
| Luogo     | C | T | C  | T | C | T  | T | C  | T  | C  | T  | C  | T  | C  | T  | C  | T  | C  | T  | T  | C  | T  | C  | T  | C  | C  | T  | C  | T  | C  | T  | C  | T  | C  | T  | C  | T  | C  |
| Risultato | V | N | N  | N | V | P  | N | P  | P  | N  | N  | V  | V  | V  | P  | V  | P  | N  | V  | N  | P  | V  | V  | N  | V  | V  | N  | P  | N  | V  | P  | N  | P  | N  | N  | N  | N  | N  |
| Posizione | 2 | 7 | 10 | 8 | 5 | 10 | 8 | 10 | 15 | 16 | 16 | 12 | 5  | 5  | 7  | 5  | 7  | 7  | 5  | 7  | 8  | 7  | 7  | 6  | 6  | 6  | 5  | 6  | 6  | 6  | 6  | 6  | 6  | 6  | 6  | 6  | 6  | 6  |

Legenda:

Luogo: C = Casa; T = Trasferta. Risultato: V = Vittoria; N = Pareggio; P = Sconfitta.

### Statistiche dei giocatori
Fonte:
Sono in corsivo i calciatori che hanno lasciato la società a stagione in corso.
| Giocatore      | Serie A  | Serie A | Serie A     | Serie A    | Coppa Italia | Coppa Italia | Coppa Italia | Coppa Italia | Totale   | Totale | Totale      | Totale     |
| Giocatore      | Presenze | Reti    | Ammonizioni | Espulsioni | Presenze     | Reti         | Ammonizioni  | Espulsioni   | Presenze | Reti   | Ammonizioni | Espulsioni |
| -------------- | -------- | ------- | ----------- | ---------- | ------------ | ------------ | ------------ | ------------ | -------- | ------ | ----------- | ---------- |
| P. Accardi     | 1        | 0       | 1           | 0          | 2            | 0            | 0            | 0            | 3        | 0      | 1           | 0          |
| Adriano P.     | 1        | 0       | 1           | 0          | 2            | 0            | 0            | 0            | 3        | 0      | 1           | 0          |
| P. Balistrieri | 2        | 0       | 0           | 0          | 1            | 0            | 0            | 0            | 3        | 0      | 0           | 0          |
| S. Barone      | 35       | 2       | 10          | 1          | 3            | 0            | 2            | 0            | 38       | 2      | 12          | 1          |
| A. Barzagli    | 37       | 0       | 4           | 0          | 3            | 0            | 0            | 0            | 40       | 0      | 4           | 0          |
| G. Biava       | 29       | 0       | 8           | 1          | 3            | 0            | 0            | 0            | 32       | 0      | 8           | 1          |
| F. Brienza     | 33       | 10      | 1           | 0          | 4            | 1            | 0            | 0            | 37       | 11     | 1           | 0          |
| P. Comi        | 0        | -0      | 0           | 0          | 0            | -0           | 0            | 0            | 0        | -0     | 0           | 0          |
| K. Conteh      | 14       | 0       | 1           | 0          | 1            | 0            | 1            | 0            | 15       | 0      | 2           | 0          |
| E. Corini      | 35       | 0       | 10          | 1          | 2            | 0            | 0            | 0            | 37       | 0      | 10          | 1          |
| R. D'Aiello    | 0        | 0       | 0           | 0          | 0            | 0            | 0            | 0            | 0        | 0      | 0           | 0          |
| A. Di Franco   | 0        | 0       | 0           | 0          | 0            | 0            | 0            | 0            | 0        | 0      | 0           | 0          |
| E. Farías      | 13       | 0       | 0           | 0          | 3            | 2            | 2            | 0            | 16       | 2      | 2           | 0          |
| M. Ferri       | 7        | 0       | 1           | 0          | 2            | 0            | 0            | 0            | 9        | 0      | 1           | 0          |
| A. Gasbarroni  | 9        | 0       | 1           | 0          | 0            | 0            | 0            | 0            | 9        | 0      | 1           | 0          |
| M. González    | 21       | 2       | 2           | 0          | 4            | 0            | 0            | 0            | 25       | 2      | 2           | 0          |
| F. Grosso      | 36       | 1       | 9           | 0          | 2            | 0            | 0            | 0            | 38       | 1      | 9           | 0          |
| M. Guardalben  | 37       | -41     | 0           | 0          | 0            | -0           | 0            | 0            | 37       | -41    | 0           | 0          |
| F. Milano      | 0        | 0       | 0           | 0          | 0            | 0            | 0            | 0            | 0        | 0      | 0           | 0          |
| S. Morrone     | 23       | 0       | 2           | 1          | 4            | 0            | 1            | 0            | 27       | 0      | 3           | 1          |
| M. Mutarelli   | 24       | 1       | 8           | 0          | 2            | 0            | 0            | 1            | 26       | 1      | 8           | 1          |
| D. Possanzini  | 2        | 0       | 0           | 0          | 0            | 0            | 0            | 0            | 2        | 0      | 0           | 0          |
| C. Raimondi    | 14       | 0       | 4           | 0          | 3            | 0            | 0            | 0            | 17       | 0      | 4           | 0          |
| M. Santana     | 30       | 3       | 1           | 0          | 3            | 0            | 0            | 0            | 33       | 3      | 1           | 0          |
| N. Santoni     | 1        | -3      | 0           | 0          | 4            | -6           | 0            | 0            | 5        | -9     | 0           | 0          |
| C. Terlizzi    | 15       | 1       | 3           | 1          | 4            | 0            | 1            | 0            | 19       | 1      | 4           | 1          |
| L. Toni        | 35       | 20      | 9           | 0          | 1            | 1            | 0            | 0            | 36       | 21     | 9           | 0          |
| C. Zaccardo    | 35       | 2       | 5           | 1          | 2            | 0            | 0            | 0            | 37       | 2      | 5           | 1          |
| L. Zauli       | 27       | 4       | 8           | 0          | 1            | 0            | 0            | 0            | 28       | 4      | 8           | 0          |